# Shane Greenaway
Shane Greenaway (ur. 27 sierpnia 1983) – montserracki piłkarz grający na pozycji pomocnika,  reprezentant Montserratu.
Podczas eliminacji do Mistrzostw Świata 2002 Greenaway reprezentował Montserrat tylko w jednym spotkaniu; był to pojedynek pomiędzy Dominikaną a Montserratem, w którym Greenaway zagrał 77 minut (w jego miejsce wszedł Damien Harper); jego reprezentacja przegrała 0-3. Greenaway był także rezerwowym w meczu rewanżowym, z którego Dominikana ponownie wyszła zwycięsko.